# Дмитриев, Иван Петрович (ватерполист)
Иван Петрович Дмитриев (15 января 1920 — 1982) — советский пловец, ватерполист, тренер и судья по водному поло.

## Биография
Иван Дмитриев родился 15 января 1920 года.
Участвовал в Великой Отечественной войне.
Окончил Государственный дважды орденоносный институт физической культуры имени П. Ф. Лесгафта в Ленинграде.
Выступал в соревнованиях по плаванию и водному поло за московский ЦДКА / ЦДСА. 12 раз становился призёром чемпионата СССР по плаванию, три раза — по водному поло (1945—1946, 1949).
В 1951—1956 годах был членом Всесоюзной секции водного поло.
Работал тренером в городе Обнинск Калужской области. В 1950-е годы был тренером ватерпольного московского ЦСКА.
Мастер спорта СССР (1943). Судья всесоюзной категории по водному поло (1967).
Умер в 1982 году.